# Třída Collins
Třída Collins je třída dieselelektrických ponorek australského námořnictva. Jejich projekt vytvořila švédská loděnice Kockums jako Typ 471. Jedná se o zvětšenou verzi ponorek třídy Västergötland. Austrálie získala celkem šest jednotek této třídy. Do služby byly zařazeny v letech 1996–2003.
Vyřazení třídy Collins bylo původně plánováno na rok 2026. V roce 2016 bylo rozhodnuto provoz ponorek prodloužit do 30. let 21. století, přičemž ve službě je měla nahradit nová konvenční třída Attack od francouzské loděnice Naval Group. V roce 2021 byl program stavby třídy Attack zrušen ve prospěch akvizice výkonnějších jaderných útočných ponorek v rámci paktu AUKUS. Čas potřebný na jejich stavbu si vynutil i prodloužení provozu třídy Collins, která proto projde modernizací. Možná zůstanou ve službě až do roku 2048.

## Stavba
Stavba šestice ponorek, které nahradily dosavadní ponorky třídy Oberon, byla objednána v roce 1987. Různé sekce ponorek byly stavěny ve Švédsku a Austrálii, přičemž konečná montáž probíhala v australském Adelaide. Do služby byly jednotlivé ponorky zařazeny v letech 1996–2003.
Jednotky třídy Collins:
| Jméno                     | Spuštěna           | Vstup do služby   | Status  |
| ------------------------- | ------------------ | ----------------- | ------- |
| HMAS Collins (SSG 73)     | 28. srpna 1993     | 27. července 1996 | aktivní |
| HMAS Farncomb (SSG 74)    | 15. prosince 1995  | 31. ledna 1998    | aktivní |
| HMAS Waller (SSG 75)      | 14. března 1997    | 10. července 1999 | aktivní |
| HMAS Dechaineaux (SSG 76) | 12. března 1998    | 23. února 2001    | aktivní |
| HMAS Sheean (SSG 77)      | 1. května 1999     | 23. února 2001    | aktivní |
| HMAS Rankin (SSG 78)      | 26. listopadu 2001 | 29. března 2003   | aktivní |

## Konstrukce

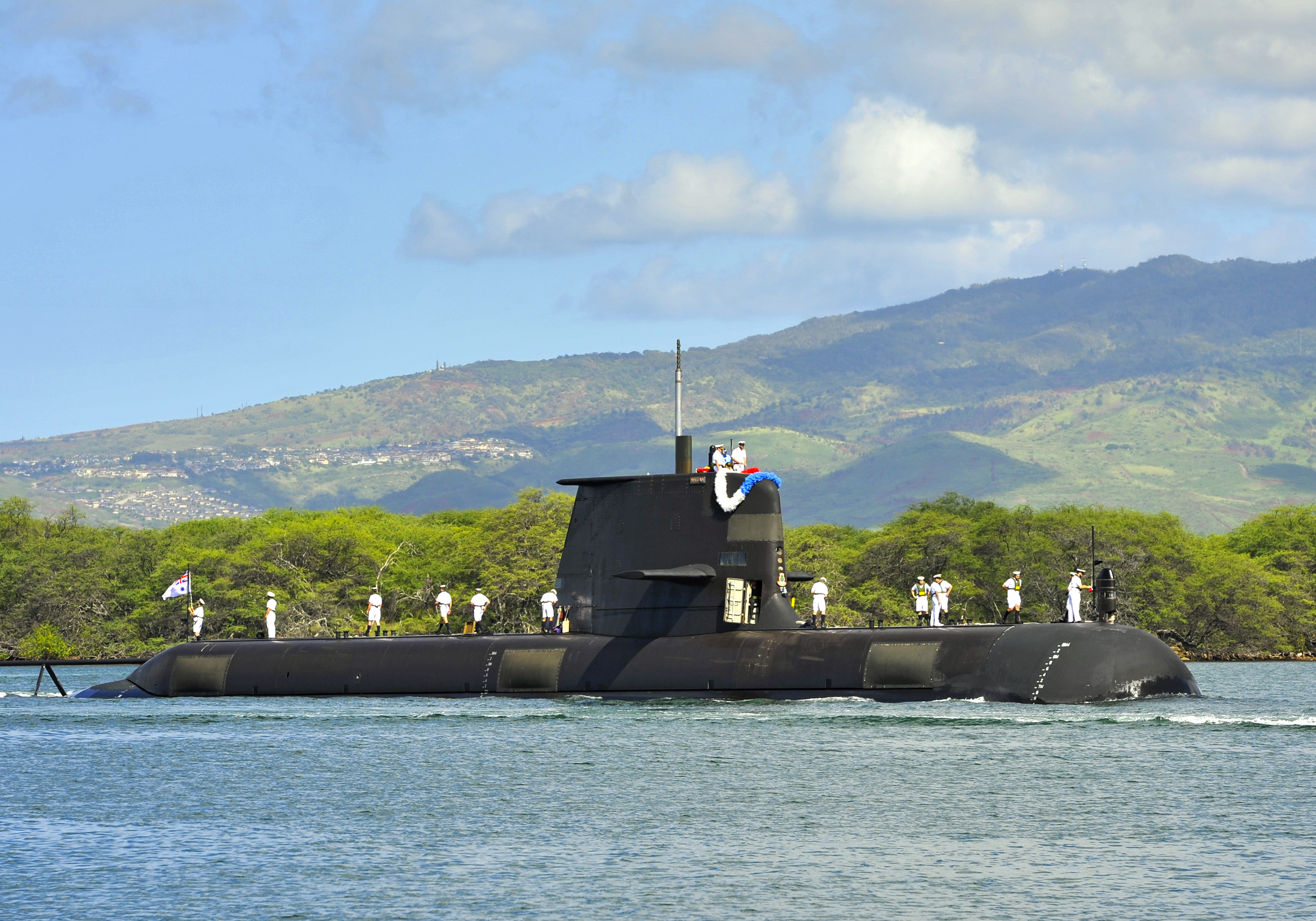
HMAS Sheean (SSG 77)

Výzbroj ponorek tvoří šest 533mm torpédometů, ze kterých mohou být vypouštěna těžká torpéda Mk 48, protilodní střely UGM-84C Sub-Harpoon či námořní miny BAE Systems Stonefish MK III. Na palubě je neseno až 22 torpéd a střel či 44 min. Pohonný systém tvoří tři diesely Hedemora VIBB/14 a jeden elektromotor Jeumont Schneider. Lodní šroub je jeden. Nejvyšší rychlost dosahuje 10 uzlů na hladině a 20 uzlů pod hladinou. Maximální hloubka ponoření je 300 metrů.

### Modernizace

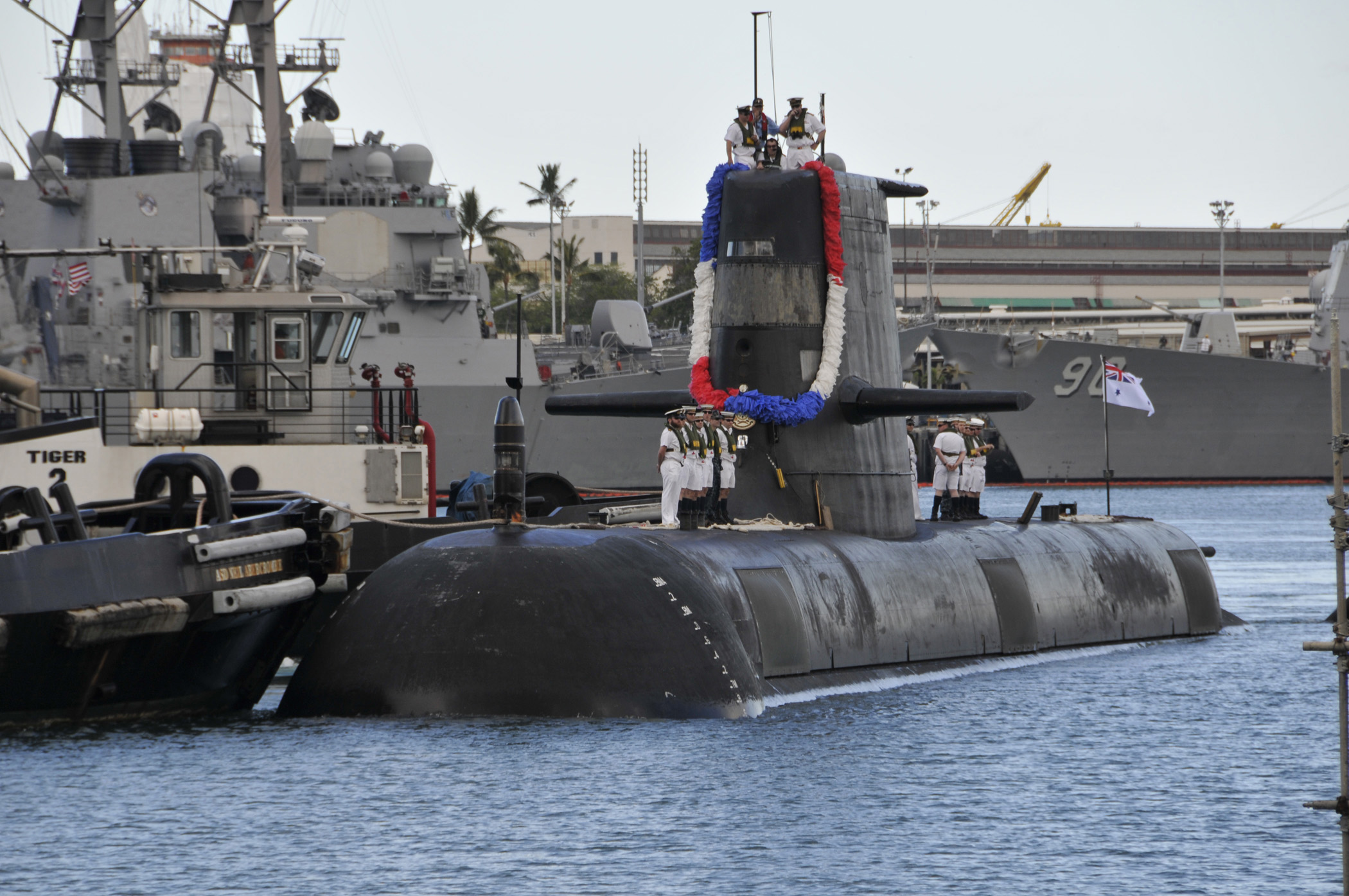
HMAS Farncomb (SSG 74)

Australská společnost Thales Australia v roce 2016 získala kontrakt na komplexní modernizaci sonarového systému třídy Collins.
Souběžně se zrušením stavby ponorek třídy Attack australská vláda rozhodla o zahájení modernizačního programu Life-of-Type Extension (LOTE), který by umožnil prodloužit provoz třídy Collins o deset let, aby ve službě vydržely do dodání nových jaderných ponorek, které má země získat v rámci vojenského paktu AUKUS. Jako první mát být od roku 2026 modernizována ponorka Farncomb. V roce 2024 australská vláda upustila od plánů na integraci protizemních střel Tomahawk do výzbroje třídy Collins, což bylo plánováno v rámci modernizace LOTE. Důvodem byly odhadované náklady i časový rámec takové modernizace.